# Evgenij Sviatchenko
Evgenij Adrianovich Sviatchenko (født 1924 i Kharkiv, død 2004 i Ukraine) var ukrainsk arkitekt. Han var far til den dansk-ukrainske kunstner Sergei Sviatchenko og farfar til fodboldspiller Erik Sviatchenko.
Fra 1941-45 deltog Sviatchenko aktivt i 2. verdenskrig. For sin deltagelse i krigen blev han tildelt flere medaljer samt ordenen ”Den Store Fædrelandskrig 1941-1945” af 3. grad.

## Karriere
I 1951 afsluttede han sin uddannelse ved Kharkiv Ingeniør- og byggetekniske Institut. Han hørte til den generation af ukrainske arkitekter og undervisere, der blev uddannet inden for den funktionalistiske tradition.
Storbyen Kharkiv blev hårdt ramt af krigen, og op igennem 1950’erne var Sviatchenko med til at konstruere og genopføre bygninger til erstatning for de, der var blevet ødelagt under krigen.
Eksempler herpå er indgangspartiet til byens store rekreative område Gorkijparken, mindesmærket for Maksim Gorkij og sportshallen Spartak. Sammen med arkitekten B.G. Klejn rekonstruerede han Shevchenko Teatret i Kharkiv. Han deltog desuden i genopbygningen og opførelsen af monumenter og boligområder.  
Sviatchenko projekterede og vat med til at opføre flere monumenter for faldne i 2. verdenskrig. Han projekterede nogle af sit instituts bygninger og stod for den samlede planlægning af udviklingen for instituttets fysiske rammer.
I 1955 startede hans videnskabelige og pædagogiske virke ved Kharkiv Byplanlægning Institut, hvor han begyndte sin karriere som assistent i projekteringsafdelingen og sluttede som professor i 1989.
I 1962 forsvarede Sviatchenko sin ph.d. afhandling om ”Elementbyggeriets særlige karakteristika”.
I løbet af sin akademiske karriere publicerede han 65 videnskabelige artikler om byplanlægning og arkitektur samt en række lærebøger for arkitektstuderende og byplanlæggere.
I årene 1986-1989 udgav han værkerne:”Elementboligbyggeriets arkitektoniske udsmykningsmuligheder”(1986) og ”Det sociale grundlag for arkitektonisk projektering og bygningers arkitektoniske typologi”(1989).
I 1989 blev han udnævnt til professor ved afdelingen for arkitektonisk projektarbejde og tegning. I 1993 blev han valgt som medlem af Ukraines Akademi for arkitektur. Han var medlem af arkitektforbundets styrelse i Kharkiv.